# Hinterrugg
Hinterrugg är en bergstopp i Schweiz. Den ligger i distriktet Wahlkreis Toggenburg och kantonen Sankt Gallen, i den östra delen av landet. Toppen på Hinterrugg är 2 306 meter över havet. Hinterrugg är den högsta toppen i bergskedjan Churfirsten.
I omgivningarna runt Hinterrugg förekommer i huvudsak kala bergstoppar och gräsmarker.